# NGC 6504
NGC 6504 este o galaxie situată în constelația Hercule. A fost descoperită în 1864 de către Albert Marth.